# Formartine United

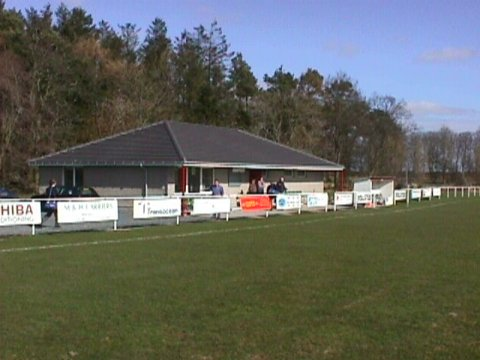
North Lodge Park

Der Formartine United Football Club, kurz Formartine United, ist ein schottischer Fußballverein aus Pitmedden, Aberdeenshire. Seit 2009 spielt er in der Highland Football League. Der Verein trägt seine Heimspiele im 2.500 Plätze umfassenden North Lodge Park aus. 

## Geschichte
Der Verein wurde am 15. März 1948 in einer Schule in Pitmedden gegründet. Als erster Präsident fungierte A. Rennie. Bereits kurze Zeit später wurde der Verein in die Aberdeenshire Amateur Football Association aufgenommen, die im Jahr 1947 entstanden war. Das erste offizielle Ligaheimspiel wurde am 8. August desselben Jahres im heimischen North Lodge Park gegen die Cove Rangers ausgetragen.

## Erfolge
- Highland League Cup: 2017/18
- Aberdeenshire Cup: 2013/14, 2017/18
- Aberdeenshire League: 2015/16